# 張国清
張 国清（ちょう こくせい、ジャーン・グオチーン、1964年8月 - ）は、中華人民共和国の官僚、政治家。河南省羅山県出身。現職は国務院副総理（副首相）。元中国共産党遼寧省委員会書記。

## 経歴
1964年8月、河南省羅山県で生まれる。1985年に長春理工大学を卒業すると、南京理工大学の対外経済貿易学科に進学した。大学卒業後、中国北方工業公司に勤務する。以後、項目經理、中東に駐在する副処長、処長、国際貿易一部の副社長、副総裁、党委書記を歴任した。1999年、北方工業公司は中国兵器工業集団に合併された。党組成員、副社長に任命される。また、清華大学の経済学博士号を取得した。2001年9月から11月まで、米国ハーバード大学商学院高級管理養成所の学習に参加した。2007年11月、中国共産党第十七回全国代表大会で党中央候補委員に選出される。2008年10月、2012年11月、中国兵器工業集団社長、党組副書記に昇格。2012年11月、中国共産党第十八回全国代表大会で党中央委員に選出される。
2014年8月、党務に転じて重慶市に赴任し、重慶市党委員会副書記に就任した。同年7月には重慶市党校校長を兼任。2016年12月、第4期重慶市人民代表大会常務委員会は30日の第32回会議で、黄奇帆市長の辞任届を受理し、張国清を副市長兼市長代行に任命することを決定した。2017年1月、重慶市第4期人民代表大会第5回で19日、市長代行の張国清が市長に選出された。同年7月、国務院三峡工事建設委員会副主任を兼務。
2017年12月、天津市党委員会副書記に転出。2018年1月、第16期天津市人民代表大会第41回会議は2日、張国清を天津市副市長、市長代行に選出した。2018年1月、第17期天津市人民代表大会第1回会議は29日、段春華を天津市人民代表大会常務委員会主任、張国清を天津市市長に選出した。
2020年9月1日、遼寧省党委員会書記に任命。
2022年10月の中国共産党第二十回全国代表大会で中国共産党中央政治局委員に選ばれる。2023年の全国人民代表大会で国務院副総理に選出。